# Källslund
Lasshammar är en bebyggelse väster om Jörlanda i Jörlanda socken i Stenungsunds kommun. Från 2015 avgränsar SCB här en småort.